# Bivacco Città di Clusone
Il bivacco Città di Clusone è un bivacco situato nel comune di Castione della Presolana (BG), a 2050 m s.l.m nelle Alpi Orobie. È posto in alta valle dell'Ombra, sul versante meridionale del massiccio della Presolana.

## Storia
Il bivacco attuale è stato posizionato nel 2015 per sostituire la preesistente struttura a 9 posti costruita nello stesso luogo nel 1968 a memoria della morte di sette uomini avvenuta nello stesso anno a causa di una valanga.

## Caratteristiche
Il bivacco è sito a 2050 m s.l.m. lungo la via normale per il massiccio della Presolana, a breve distanza dalla Cappella Savina.
È una moderna costruzione in legno ricoperta di lamiera. Dispone di cinque cuccette con materasso, un tavolo, due panche e quattro sgabelli. L'acqua non è reperibile in luogo, è necessario pertanto premunirsene. A differenza della struttura precedente, non è dotato di coperte, cuscini e fornello. È presente un impianto di illuminazione interna a led con batteria alimentata da pannelli solari.
Il bivacco inoltre è dotato di un radiotelefono per le comunicazioni con il soccorso alpino e il numero unico di emergenza. La struttura funge anche da base operativa e deposito per il soccorso alpino, che all'occorrenza può così disporre di materiale già in quota.

## Accessi
L'accesso avviene partendo dal Passo della Presolana, a quota 1297 m s.l.m., dotato di ampi parcheggi. Si segue la via normale per il massiccio della Presolana all'interno del bosco di conifere fino alla Malga Cassinelli (1568 m s.l.m.) utilizzabile, se aperta, come unico punto di ristoro. Si prosegue poi attraverso la valle dell'Ombra su sentiero leggermente roccioso (CAI 315) fino al bivacco; in alternativa si segue il sentiero poco distante che si mantiene più a destra. La salita dura circa 2.30h e la difficoltà è valutabile in E.

## Galleria d'immagini

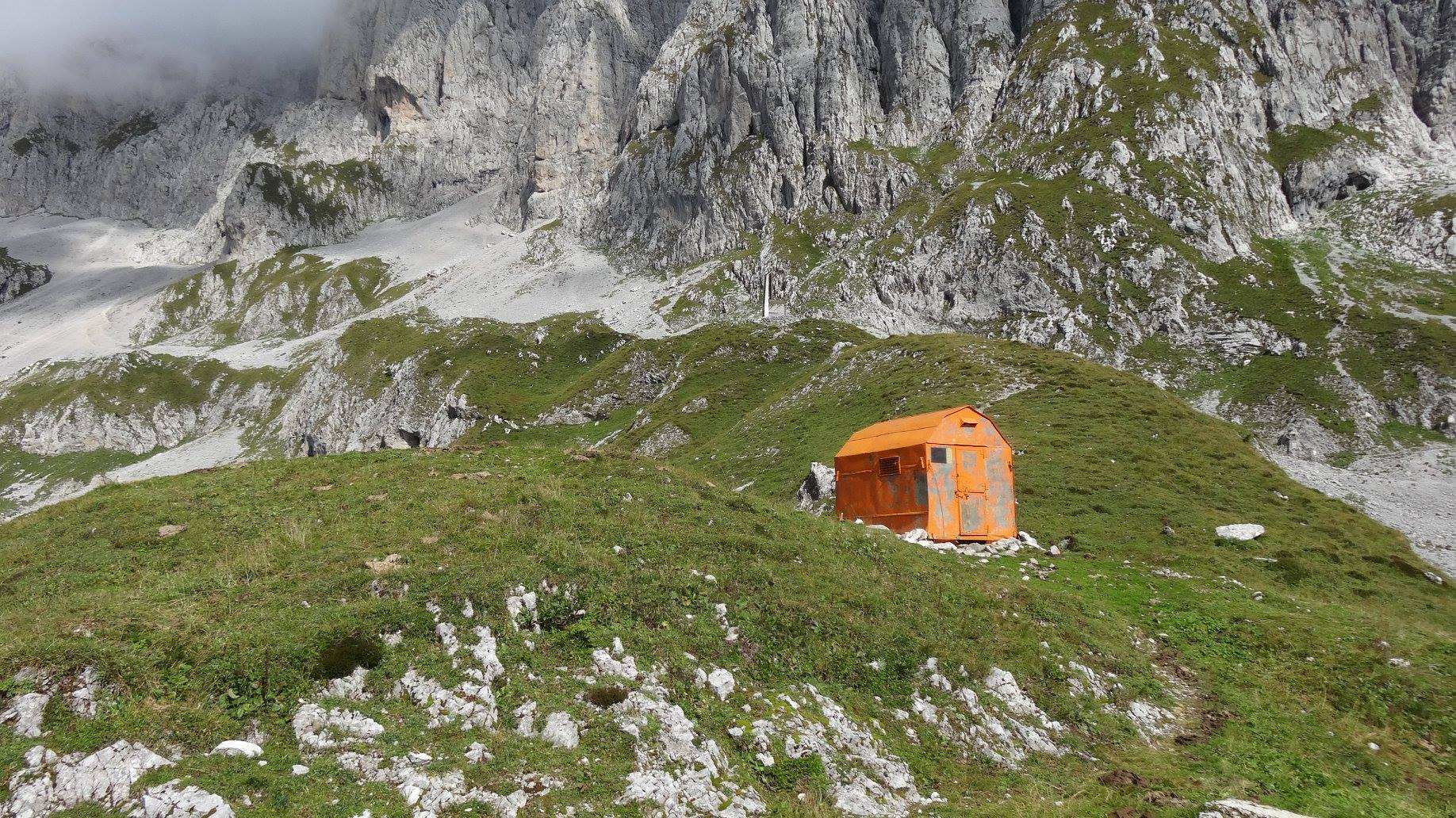
Bivacco storico, rimosso nel 2015
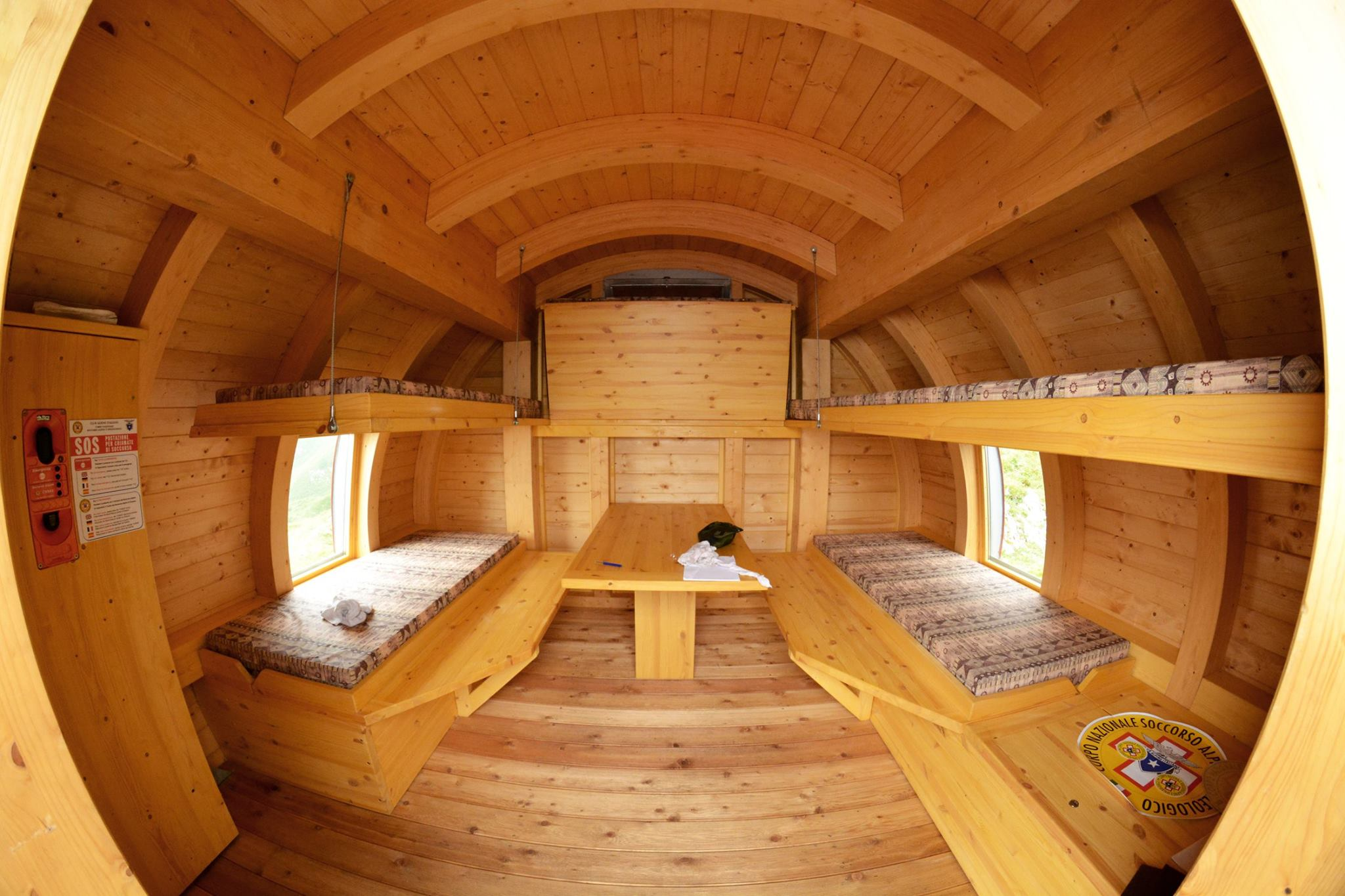
Interno del nuovo bivacco, interamente rifinito in legno
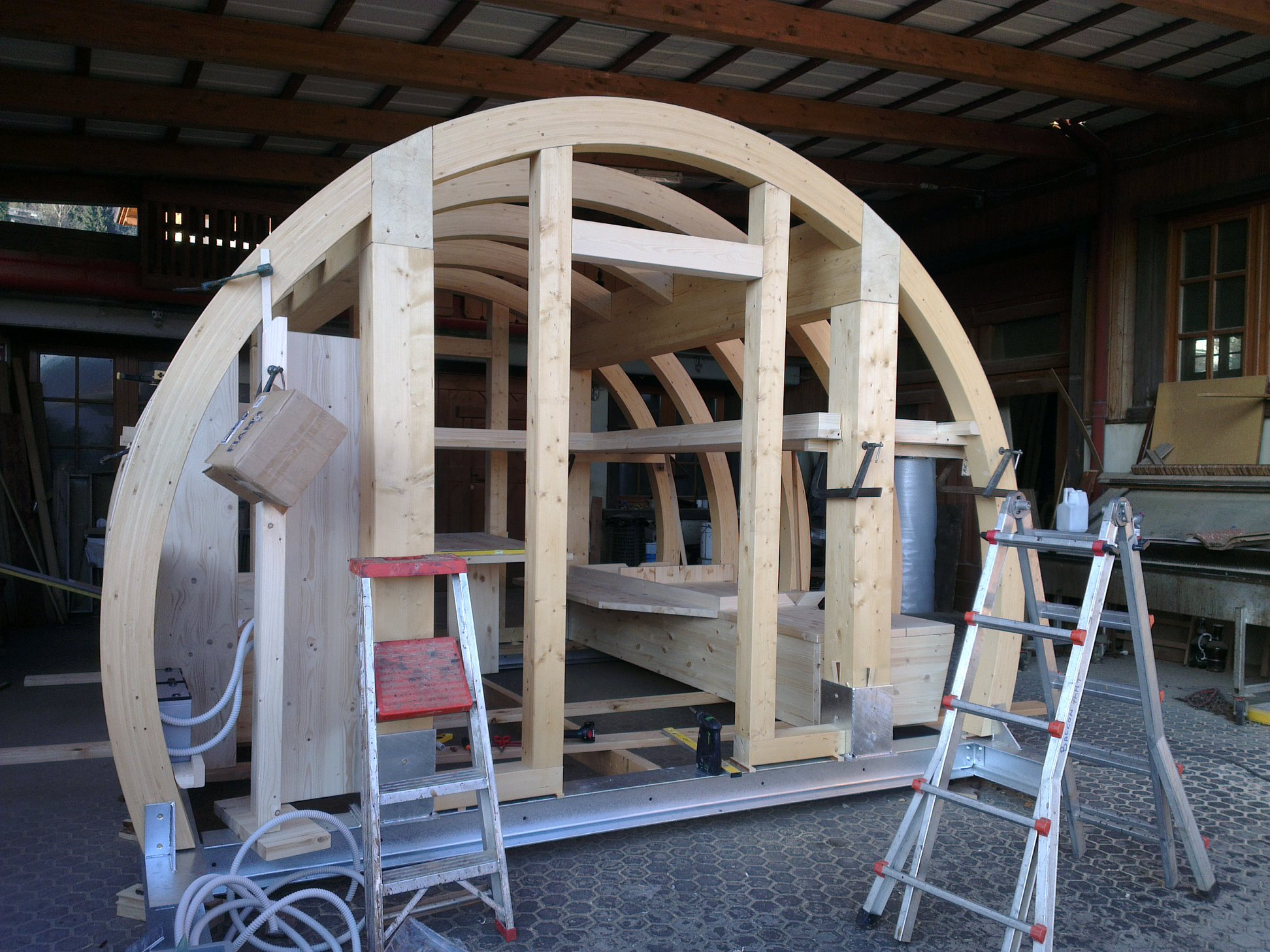
Costruzione
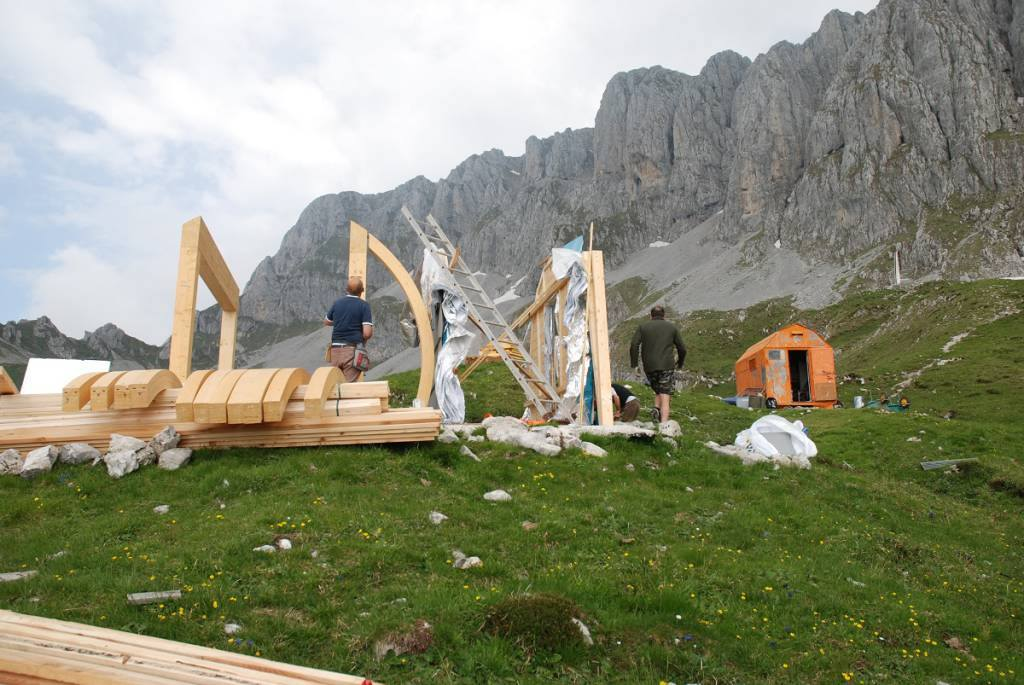
Assemblaggio in sede definitiva. Sullo sfondo il bivacco storico
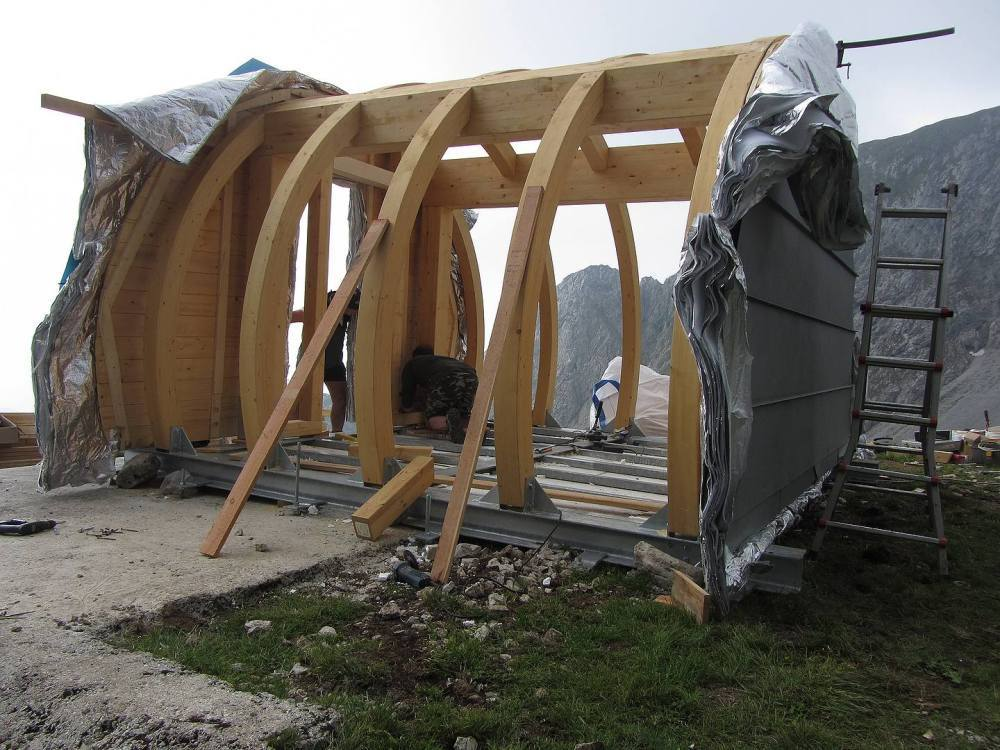
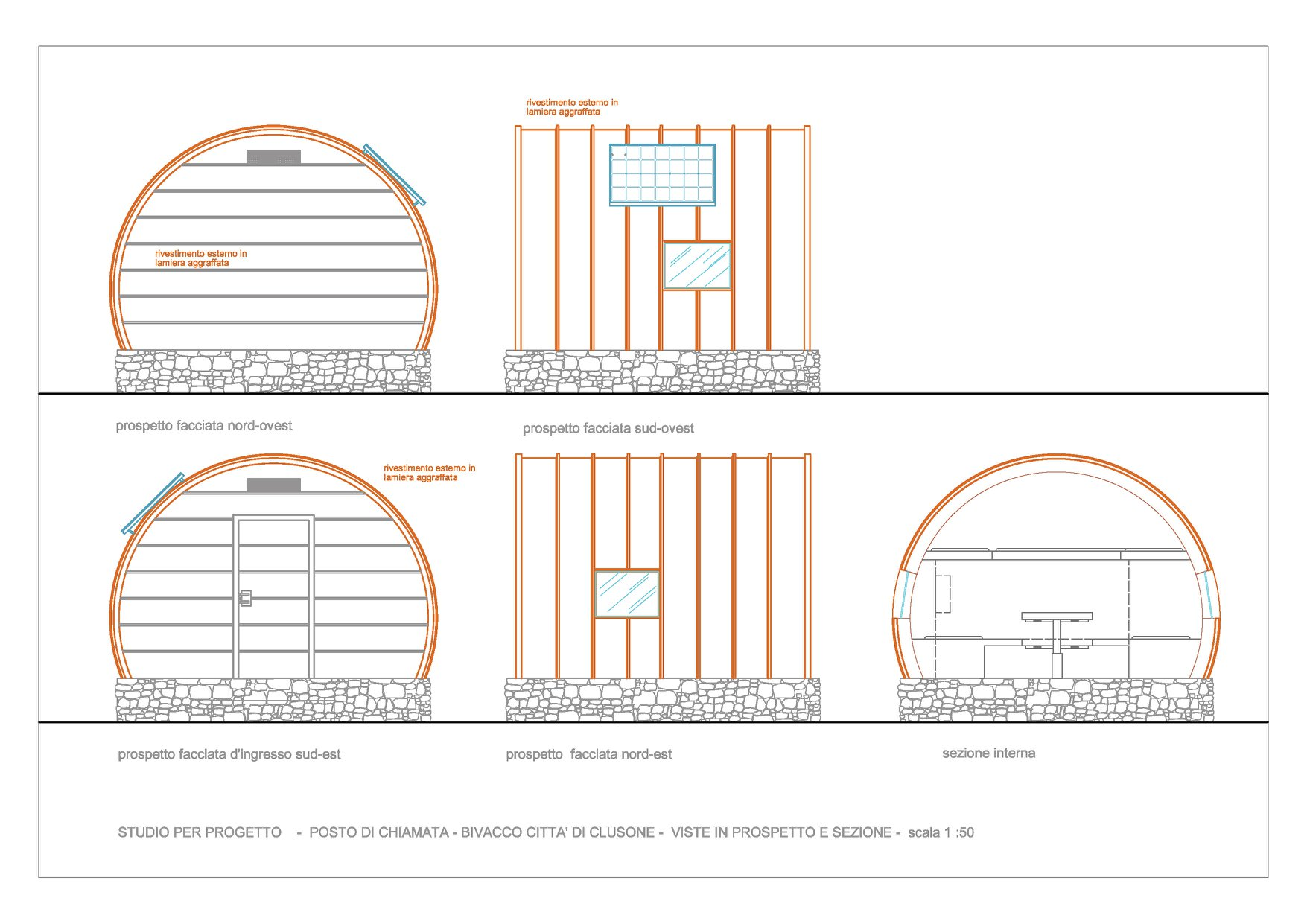
Prospetto
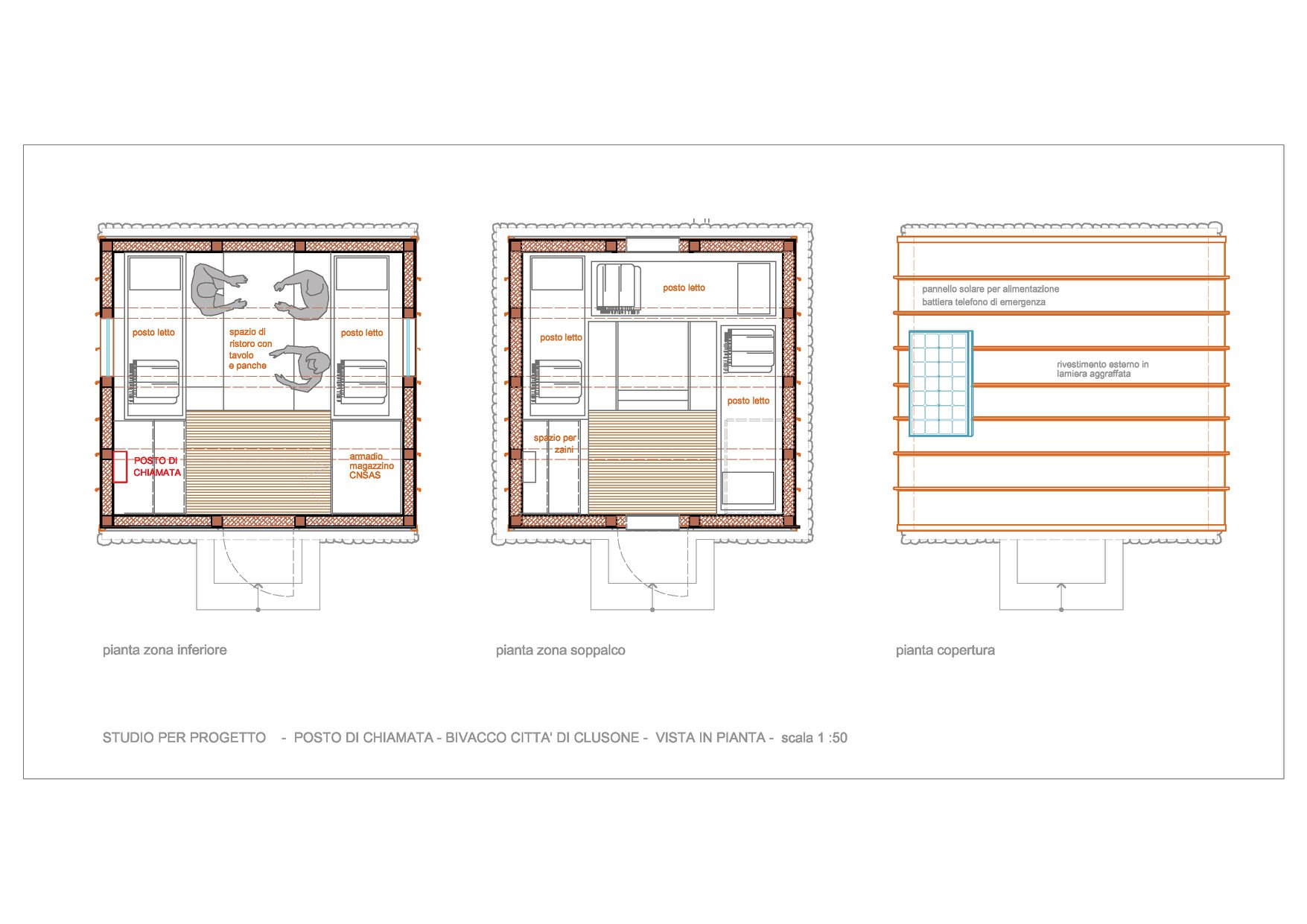
Pianta
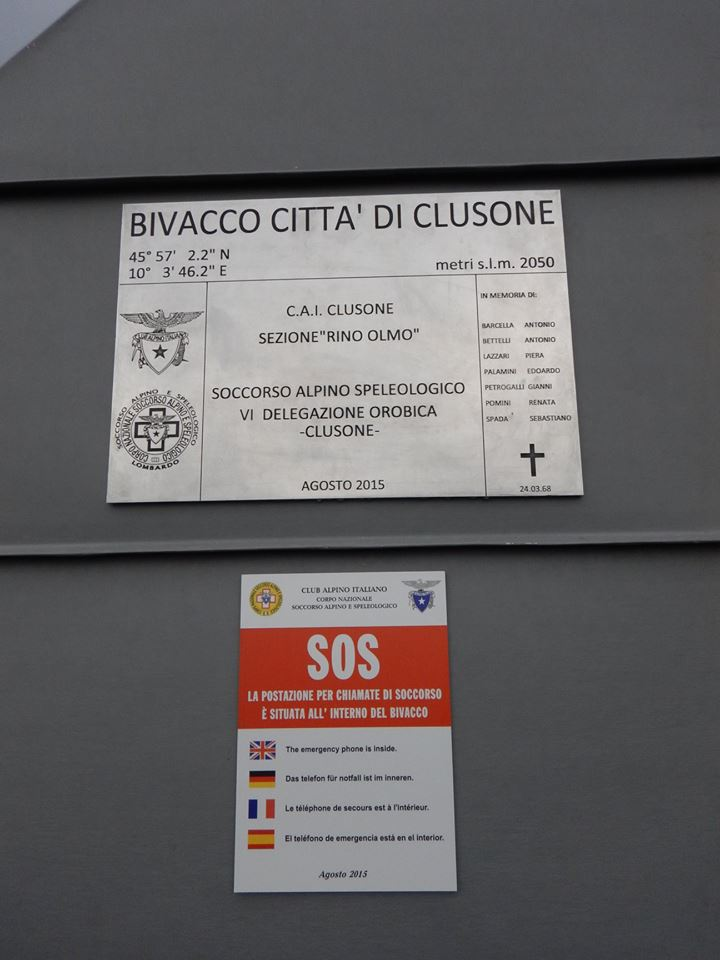
Targa commemorativa
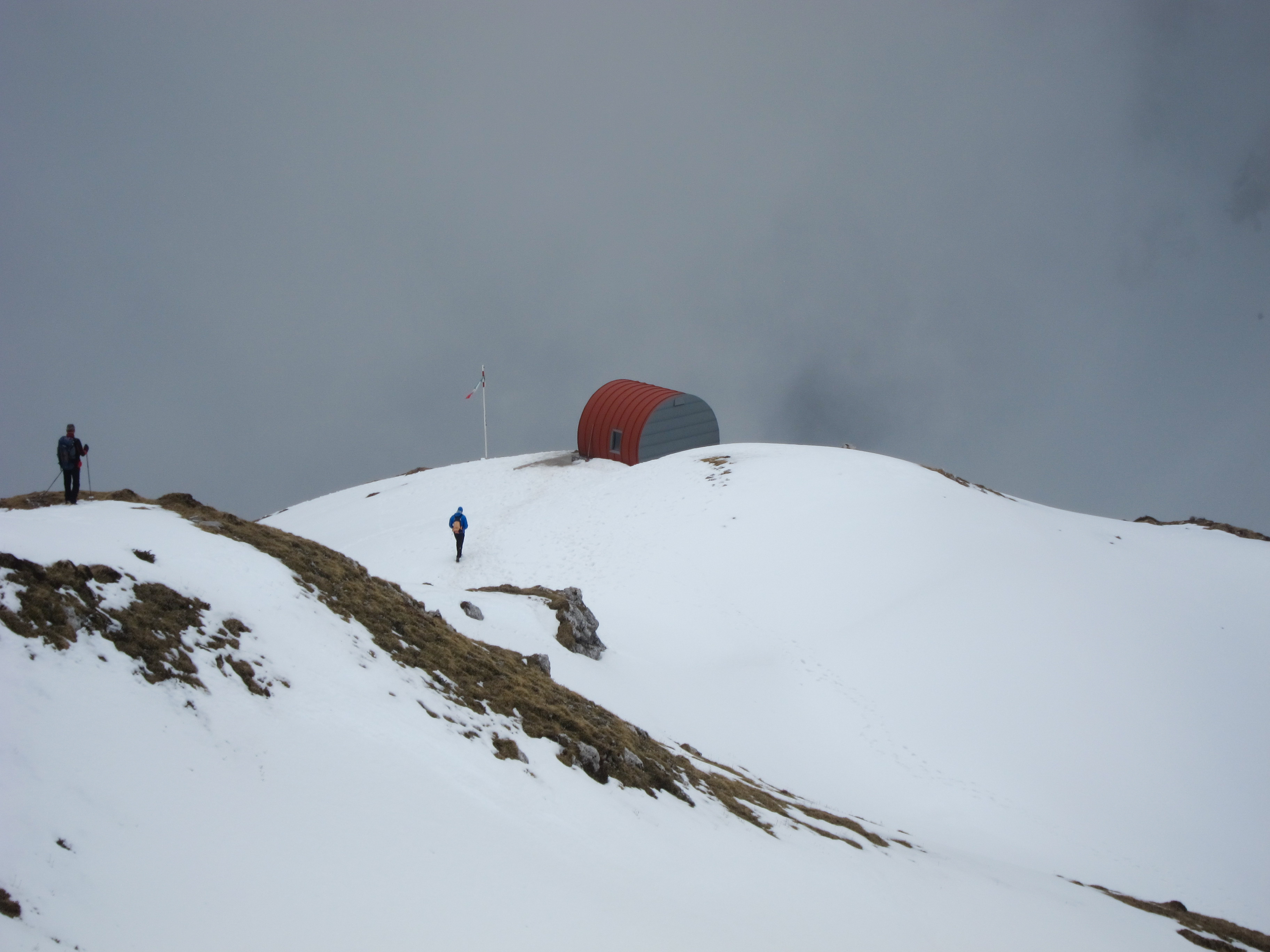
Veduta invernale

## Ascensioni
- Cappella Savina (2085 m s.l.m.) in ore 0.05
- Grotta dei Pagani (2225 m s.l.m.) in ore 0.30
- Passo Pozzera (2197 m s.l.m.)
- Pizzo della Presolana (2512 m s.l.m.)

Il bivacco Città di Clusone può essere impiegato come punto d'appoggio per numerose escursioni e vie di arrampicata situate nel massiccio.